# TKT FEST
TKT FEST je festival akademskog kazališta koji organizira Teatar kabare Tuzla (TKT), koji djeluje pri Hrvatskom teatru Soli.
Festival se održava svake godine od 2003. godine. Počinje na Svjetski dan teatra i traje desetak dana.

## Vanjske poveznice
- 15. TKT FEST - Facebook